# Nicola Maria Martino
Nicola Maria Martino (Lesina, 5 ottobre 1946) è un artista e pittore italiano.

## Biografia
Ha studiato all'Accademia di Belle Arti di Roma dove ha avuto come maestro Sante Monachesi.
La sua partecipazione attiva sulla scena artistica comincia nei primi anni Settanta durante i quali realizza interventi e azioni concettuali-comportamentali; a metà decennio abbandona i procedimenti analitici e la smaterializzazione del concettualismo anticipando temi e tecniche del ritorno alla pittura nell'ambito del Postmoderno.
Ha esposto in numerose gallerie in Italia e all'estero, ha partecipato alla Biennale di Venezia (1980 - Progetti Speciali, e 2011 - Padiglione Italia per l'Abruzzo alla 54ª Esposizione Internazionale d'Arte di Venezia), e alla Biennale di Istanbul (1989). Sue opere sono presenti in prestigiose collezioni pubbliche e private e presso la Collezione Farnesina. Vive e lavora fra Roma e l'Abruzzo.